# 레지 리
레지 리(Reggie Lee)는 미국의 배우이다.

## 참여 작품

### 영화
- 분노의 질주 (영화)
- 백만장자 프로젝트
- 캐리비안의 해적: 망자의 함
- 캐리비안의 해적: 세상의 끝에서
- 트로픽 썬더
- 드래그 미 투 헬
- 스타 트렉: 더 비기닝
- 커플로 살아남기
- 크레이지, 스투피드, 러브
- 세이프 (2012년 영화)
- 히어 컴스 더 붐
- 다크 나이트 라이즈
- 스위트 걸 (영화)

### 텔레비전
- 닥터 슬론
- 바빌론 5
- ER (드라마)
- 매드 어바웃 유
- 세븐 데이스 (드라마)
- 베벌리힐스 아이들
- 투 오브 아 카인드
- 시티 레인져
- 시카고 메디컬
- 엘런 쇼
- 저징 에이미
- 블라인드 저스티스
- 프리즌 브레이크
- NCIS (드라마)
- 판타스틱 패밀리
- 퍼슨스 언노운
- 아메리칸 대드!
- 화이트 칼라 (드라마)
- 그림 형제 (드라마)
- 하와이 파이브-0
- 브루클린 나인-나인
- LA 투 베가스
- NCIS: 뉴올리언스
- 프레시 오프 더 보트
- 올 라이즈
- 루키 (미국의 드라마)
- 성범죄수사대: SVU
- 링컨 차를 타는 변호사 (드라마)